# Stanislas Ostroróg
Ne doit pas être confondu avec Stanisław Julian Ostroróg.

Blason de la famille Ostroróg

Le comte Stanislas Marie Joseph Antoine Ostroróg, né le 20 mai 1897 à Constantinople et mort le 27 septembre 1960 à Neuilly-sur-Seine, est un diplomate français et ambassadeur de France.

## Biographie
Né à Constantinople, d'une grande famille polonaise installée dans l'Empire ottoman, il est le deuxième fils de Léon Ostroróg, juriste, et de sa femme Jeanne-Marie Lorando, issue d'une famille levantine aux racines italiennes.

## Carrière
Il fait ses études à l'École libre des sciences politiques puis entre dans la diplomatie française dans les années 1920. En 1927, il est secrétaire à Pékin et en 1939 attaché à l'ambassade de France de Moscou. Pendant la guerre de 1939-1945 à Vichy il crée, avec deux autres collègues, Jean Chauvel et Francis Lacoste, le Bureau d’études clandestin des affaires étrangères. Ensuite il a été mentionné par le département d'État des États-Unis en tant que l'émissaire diplomatique de la France au Levant, “French Diplomatic and Political Adviser in the Levant” en 1945. En 1946, il se rend à Dublin, où il exerce la charge d'ambassadeur auprès de l'Irlande qu'il quitte en 1951, année où il est nommé ambassadeur en Inde, fonction qu'il occupe jusqu'en 1960.
Selon Nicolas Bouvier « C'était un diplomate exemplaire qui connaissait et adorait l’Inde — il la connaissait admirablement — et c’est d’ailleurs grâce à lui que la restitution des comptoirs — Pondichéry, Chandernagor — s'est opérée sans douleur. »

## Publication
- Stanislas Ostroróg (1897-1960), éditeur scientifique, Yves Plattard, Courrier d'Orient : dépêches diplomatiques, Nancy, Presses universitaires de Nancy, 1991, 168 p.  (ISBN 978-2864804680).

## Distinctions honorifiques
- Chevalier de la Légion d'honneur 10 janvier 1936
- Officier de la Légion d’honneur 14 août 1946
- Docteur honoris causa de l'Université nationale d'Irlande, 1951[7]
- Commandeur de la Légion d'honneur 29 juillet, 1955[8]